# بيان ليان

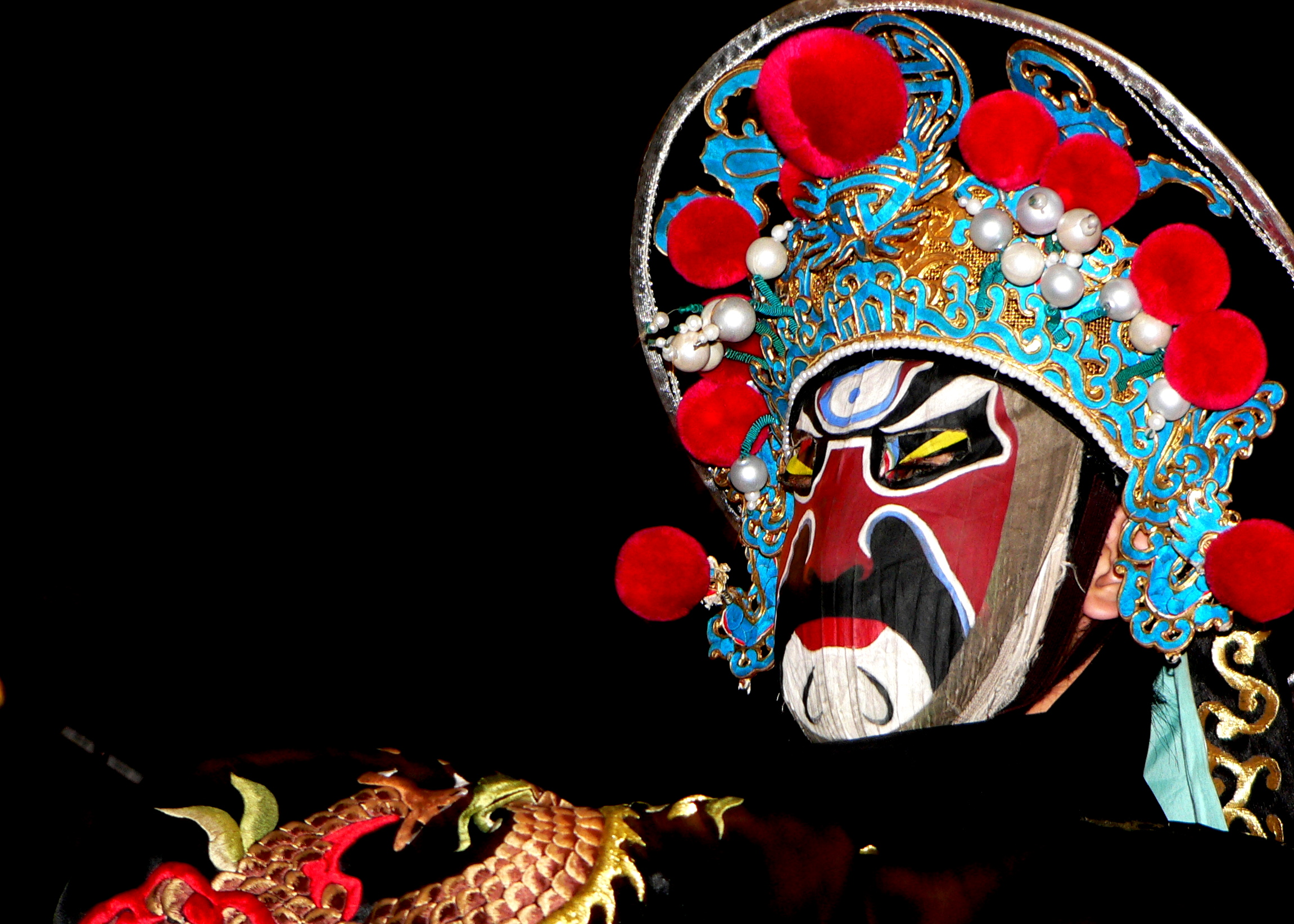
مؤدي بيان ليان.

بيان ليان أو فن تغيير الوجه، هو فن من الفنون المسرحية القديمة الصينية وجزء من اوبرا السيتشوان العامة. يرتدي الفنانون ملابس ذات ألوان زاهية ويتحركون وفقاً لموسيقى سريعة ودرامية، وكما أنهم أيضا يرتدون الأقنعة الملونة وعادة مايُصورون الشخصيات المعروفة من الأبرا، ويقومون بتحريك رؤسهم أو بتلويح أيديهم أوبتحريك المروحة لتغيير الوجه إلى وجه آخر تغيراً فورياً.

## التاريخ
فن تغيير الوجه أو«بيان ليان» باللغة الصينية هي جزء مهم من اوبرا السيشوان الصينية. وتعد واحدة من دُور الاوبرا الصينية والمشهورة في المنطقة الشرقية والوسطى من منطقة سيشوان ومقاطعة تشونغتشينغ وقويتشو ومقاطعة يوننان.أقنعة اوبرا السيشوان هي الجزء المهم في أداء اوبرا السيشوان فهي الكنوز التي عمل عليها الفنانين القدماء في الاوبرا وورثوها.ورّثت العائلات من جيل إلى آخر السر وراء تغيير الوجه. وبحسب التقاليد، يُسمح للذكور فقط بتعلم ال«بيان ليان» وذلك بسبب أن المرأة لا تبقى عادةً مع عائلتها فهي من الممكن أن تتزوج من خارج العائلة وهذا يؤدي إلى انتقال السر إلى عائلة أخرى.ومما يثير الجدل أن هناك امرأة اسمها «كاندي تشونق» تعلمت ال«بيان ليان» من أبيها وأصبحت مشهورة وهي ماليزية من أصول صينية. وأيضاً قامت امرأة أخرى اسمها «ديو لي مين» بعمل ورشة عمل مع زوجها «بيان جيانق» في كوالالمبور.
في عام 2006م، أُجريت مقابلة «مع وانق دوزينق» وهو فنان من اوبرا السيشوان وأفصح عن سر ال«بيان ليان» الذي تسرب خلال زيارة فرقة اوبرا السيشوان إلى اليابان عام 1986م.وأبدى «وانق» أسفه على تسريب سرهذا الاداء الصيني التقليدي وأعرب عن قلقه أن الفنانين غير الصينين الموجودين في اليابان وسينغافورا وجنوب كوريا وغيرها من الدول غير مدربين جيدا. وأوضح «وانق» أن «بيان ليان» هي واحدة من الفنون التقليدية المحمية من قبل القوانين السرية الصينية ولكن صرح مسؤولون من وزارة الثقافة لجمهورية الصين الشعبية أن هذا الأمر ليس صحيحا.
في عام 2003م، زعم نجم فن البوب من الهونغ كونغ «اندي لو» أنه عرض مبلغا ماليا يقدر ب 3000000 ين بما يعادل 360000 دولار لخبير في البيان ليان وهو «بينج دينواي» لتعليمه أساليب ال«بيان ليان».وعلى الرغم من أنه تعلم البيان ليان إلا ان معرفة السر لا تعني أنه يمكن القيام بها بسهولة، حيث تعلم «آندي» فقط كيفية تغيير الأقنعة تغييراً سريعاً، ولكنه لم يتقن الأسلوب الصحيح لهذا الفن.
ومن ناحية تاريخية فإن فن البيان ليان لم يُرى خارج الصين إلا نادراً وذلك بسبب أن غير الصينين غير مسموح لهم بتعلم هذا الفن. لكن في منتصف 2000م، عُرض فن البيان ليان في وسائل الإعلام الدولية وفي المناسبات الصينية. وقامت «جوليانا تشن» بأداء هذا الفن في برنامج «اعظم سحر في العالم» مع أداء مختصر للبيان لليان بالضوء الأسود.وأدى«مايكل ستود» فن البيان ليان في برنامج «أمريكا جوت تالنت».أيضا، ظهرت البيان ليان في برنامج«جولة بين وتيلر للسحر الغموض»
وبما أن أساسيات ثقافة الاوبرا غير معروفة خارج الصين، فإن الفنانين الدوليين يقومون بجهد مضاعف لزيادة المتعة لدى الجمهور الغربي الذي لا يعرف المعنى من اختلاف الأوجه.

## أربع طرق لاختلاف الأوجه
1. نفخ الغبار: عندما يقوم الفنان بنفخ الغبار الأسود المخبأ في كفه أو القريب من عينيه أو أنفه أو فمه بحيث يغطي وجهه.
2. تلاعب باللحية: عندما يتغير لون اللحية خلال حركتها. ويتغير اللون الأسود إلى الرمادي واخيراً إلى اللون الأبيض وهذا يعبر عن الغضب أو الاثارة.
3. سحب وإسقاط الأقنعة: يقوم الفنان بسحب قناع مخبأ في أعلى رأسه، فيغير وجهه إلى: اللون الاحمر أو الأخضر أو الأزرق أو الأسود مما يعبر على التوالي عن: السعادة أو الكره أو الغضب أو الحزن.
4. سحب الوجه: عندما يقوم الفنان بسحب مادة شمعية مخبأة في سالف شعره أو حواجبه لتغيير مظهره.